# Juan Borraz
Juan Borraz (* 15. August 1946 in Málaga) ist ein ehemaliger spanischer Leichtathlet, der sich auf den Mittelstreckenlauf spezialisiert hat. Seinen größten Erfolg feierte er mit dem Vizehalleneuropameistertitel über 800 Meter 1970 in Wien.

## Sportliche Laufbahn
Erste Erfahrungen bei internationalen Meisterschaften sammelte Juan Borraz vermutlich im Jahr 1969, als er bei den Europäischen Hallenspielen in Belgrad mit 1:52,0 min in der Vorrunde im 800-Meter-Lauf ausschied. Im Jahr darauf gewann er bei den Halleneuropameisterschaften in Wien in 1:51,9 min die Silbermedaille hinter Jewgeni Arschanow aus der Sowjetunion und 1971 kam er bei den Halleneuropameisterschaften in Sofia mit 3:57,2 min nicht über die Vorrunde im 1500-Meter-Lauf hinaus. Im Jahr darauf belegte er bei den Halleneuropameisterschaften in Grenoble in 3:47,16 min den vierten Platz über 1500 Meter und 1973 verpasste er bei den Halleneuropameisterschaften in Rotterdam mit 3:54,82 min den Finaleinzug.
1970 wurde Borraz spanischer Meister im 800-Meter-Lauf im Freien sowie von 1969 bis 1971 und 1974 in der Halle.